# 칠곡 진주댁
칠곡 진주댁(漆谷 晉州宅)은 대한민국 경상북도 칠곡군 왜관읍에 있는 건축물이다. 2016년 9월 12일 경상북도의 문화재자료 제646호로 지정되었다.

## 지정 사유
칠곡 진주댁은 왜관읍 매원마을의 상매에 위치하고 있으며, 박곡(朴谷) 이원록(李元祿)의 9세손 상립(相立)에 의해서 건립되었다. 진주댁은 전면의 농경지와 동정천, 못안들 안산을 한눈에 바라볼 수 있는 전형적인 배산임수의 조건을 갖추고 있다. 원래 안채·사랑채·곳간채·대문채 등으로 이루어진 부유한 양반가 후예의 주택으로 보인다. 현존하는 안채와 사랑채는 일제 식민지배기의 새로운 양식이 부분적으로 수용되긴 했지만, 대체로 매원마을의 전통적인 건축 양식이 계승·유지되고 있는 것으로 평가된다. 또한, 안채는 좌우측면에 눈썹지붕을 달아 실 공간을 효율적으로 확장했고, 대청 전면에 문을 달아 외기를 막도록 했다.
이런 모습은 실공간을 효율적으로 이용하고자 한 조선 후기 상류가옥 특성을 잘 보여주고 있는 점 등 문화재로 지정되어 보존되어야 할 가치가 있다고 판단되어, 안채 및 사랑채에 대하여 문화재자료로 지정하기로 한다.

## 지정 내역
| 번호  | 명칭                      | 재료 | 구조·형식·형태   | 규격                 | 수량 | 기타특징 |
| ----- | ------------------------- | ---- | ---------------- | -------------------- | ---- | -------- |
| 646호 | 칠곡 진주댁 (漆谷 晉州宅) | 2棟  | 2棟              | 2棟                  | 2棟  | 2棟      |
| 646호 | ① 안채                    | 목조 | 홑처마, 맞배지붕 | 정면 7칸, 측면 1칸   | 1棟  |          |
| 646호 | ② 사랑채                  | 목조 | 홑처마, 팔작지붕 | 정면 2칸, 측면 1.5칸 | 1棟  |          |

## 참고 문헌
- 칠곡 진주댁 - 국가유산청 국가유산포털